# Nabil Guelsifi
Nabil Guelsifi (Rijsel, 27 november 1986) is een Franse voetballer die bij voorkeur als aanvallende middenvelder speelt.